# 秦裕二
秦 裕二（はた ゆうじ、1983年6月3日 - ）は、奈良県生駒市（または大阪府）出身の元プロ野球選手（投手、右投右打）、コーチ。

## 経歴

### プロ入り前
智弁学園高校1年生時、背番号は16で夏の全国選手権にて甲子園出場を果たしたが、控え投手としてのベンチ入りのみで試合出場はなかった。
3年生時には背番号1を背負うエースとして第73回選抜高等学校野球大会・第83回全国高等学校野球選手権全国大会と甲子園大会に連続出場を成し遂げ、春の選抜では岡﨑太一とバッテリーを組み出場、夏の選手権では前述の岡崎、1年生で既にレギュラーであった2学年下の加治前竜一らと共に出場し、春夏合計で4試合全てにフルイニングで登板した。選手権では1回戦は静岡市立に13-2、2回戦は前橋工に3-0と好投し勝ち進むものの、3回戦で攻撃で3重殺されるなどチャンスを潰され3-4で松山商に惜敗。その後、秋の宮城国体では準優勝を果たした。2001年度プロ野球ドラフト会議にて寺原隼人の外れで横浜ベイスターズから1巡目指名を受け、入団。

### プロ入り後
1年目から一軍で起用され、10月9日の対広島戦ではプロ初勝利を挙げている。
2005年6月17日の対楽天戦で3年ぶりのプロ2勝目を挙げる。8月9日、フルキャストスタジアム宮城での巨人戦での佐々木主浩の引退登板試合に先発。清原和博の第一打席前で降板し、佐々木にマウンドを譲った。
2006年はシーズン前半戦に先発ローテーションのメンバー入りを果たした。6月12日までに自身最高の4勝を挙げたが、その後シーズン中盤から後半にかけては、敗戦ゲームの中継ぎ登板がメインとなり、勝ち星は挙げていなかった。同年10月12日、ヤクルト戦で久々に先発登板し5回2失点ながらも味方の援護により、4か月ぶりの勝ち星となるシーズン5勝目をマークした。
2007年は故障によりシーズン開幕からは2軍スタートとなる。球宴明けの後半戦より1軍登録、8月4日にシーズン初勝利を挙げるがこの1勝に留まるなど結果を残せなかった。
2008年はわずか2試合の登板に終わり、防御率も23.63と打ち込まれるなど散々だった。2009年はプロ入り後初めて一軍登板がなかった。
2010年から投球フォームをサイドスロー気味のスリー・クォーターに変更した。7月18日の対巨人戦で、9回表に3点ビハインドの場面で、2年ぶりの一軍登板を果たして無失点に抑えると、その裏にブレット・ハーパーが逆転サヨナラ満塁ホームランを打ちチームが逆転勝利をしたため、3年ぶりの勝利投手となった。
しかし、2011年は再び一軍での出場はなく、二軍で21試合に登板し防御率3.38であった。同年10月9日に戦力外通告を受けた。12月2日、自由契約公示された。
2012年は台湾・中華職業棒球大聯盟のLamigoモンキーズで入団テストを受けたが不合格。同時にアジア・ウィンター・リーグに台湾代表のチームで出場していた。
2013年5月2日にベースボール・チャレンジ・リーグ・富山サンダーバーズ（在籍中の2015年より富山GRNサンダーバーズ）への入団が発表された。
2014年シーズンからは富山のコーチ補佐を兼任、2017年シーズンからは選手としては引退し、投手コーチ専任となる。2017年シーズン終了後に退任。
同年のシーズンオフより、横浜DeNAベイスターズベースボールスクールのコーチに就任し、子供たちへの野球指導を行っている。

## 詳細情報

### 年度別投手成績
| 年 度     | 球 団     | 登 板 | 先 発 | 完 投 | 完 封 | 無 四 球 | 勝 利 | 敗 戦 | セ 丨 ブ | ホ 丨 ル ド | 勝 率 | 打 者 | 投 球 回 | 被 安 打 | 被 本 塁 打 | 与 四 球 | 敬 遠 | 与 死 球 | 奪 三 振 | 暴 投 | ボ 丨 ク | 失 点 | 自 責 点 | 防 御 率 | W H I P |
| --------- | --------- | ----- | ----- | ----- | ----- | -------- | ----- | ----- | -------- | ----------- | ----- | ----- | -------- | -------- | ----------- | -------- | ----- | -------- | -------- | ----- | -------- | ----- | -------- | -------- | ------- |
| 2002      | 横浜      | 4     | 2     | 0     | 0     | 0        | 1     | 0     | 0        | 0           | 1.000 | 58    | 14.1     | 11       | 1           | 3        | 0     | 0        | 13       | 0     | 1        | 5     | 5        | 3.14     | 0.98    |
| 2003      | 横浜      | 7     | 4     | 0     | 0     | 0        | 0     | 3     | 0        | 0           | .000  | 87    | 18.2     | 23       | 3           | 6        | 0     | 2        | 9        | 3     | 0        | 15    | 14       | 6.75     | 1.55    |
| 2004      | 横浜      | 6     | 1     | 0     | 0     | 0        | 0     | 0     | 0        | 0           | ----  | 49    | 10.1     | 13       | 2           | 7        | 1     | 0        | 4        | 0     | 0        | 5     | 4        | 3.48     | 1.94    |
| 2005      | 横浜      | 14    | 4     | 0     | 0     | 0        | 1     | 1     | 0        | 0           | .500  | 125   | 28.1     | 33       | 7           | 11       | 1     | 0        | 9        | 1     | 0        | 16    | 16       | 5.08     | 1.55    |
| 2006      | 横浜      | 33    | 9     | 0     | 0     | 0        | 5     | 3     | 0        | 0           | .625  | 324   | 76.2     | 70       | 9           | 35       | 0     | 3        | 39       | 1     | 0        | 31    | 25       | 2.93     | 1.37    |
| 2007      | 横浜      | 14    | 6     | 0     | 0     | 0        | 1     | 2     | 0        | 0           | .333  | 180   | 35.2     | 46       | 6           | 25       | 1     | 1        | 21       | 2     | 0        | 29    | 22       | 5.55     | 1.99    |
| 2008      | 横浜      | 2     | 0     | 0     | 0     | 0        | 0     | 0     | 0        | 0           | ----  | 16    | 2.2      | 7        | 3           | 1        | 0     | 0        | 3        | 0     | 0        | 7     | 7        | 23.63    | 3.00    |
| 2010      | 横浜      | 9     | 0     | 0     | 0     | 0        | 1     | 0     | 0        | 0           | 1.000 | 45    | 9.2      | 15       | 2           | 4        | 0     | 0        | 7        | 0     | 0        | 6     | 6        | 5.59     | 1.97    |
| 通算：8年 | 通算：8年 | 89    | 26    | 0     | 0     | 0        | 9     | 9     | 0        | 0           | .500  | 884   | 196.1    | 218      | 33          | 92       | 3     | 6        | 105      | 7     | 1        | 114   | 99       | 4.54     | 1.58    |

### 記録
NPB投手記録
- 初登板：2002年9月7日、対阪神タイガース24回戦（阪神甲子園球場）、8回裏に4番手で救援登板・完了、1回無失点
- 初奪三振：同上、8回裏に田中秀太から
- 初先発登板：2002年9月15日、対ヤクルトスワローズ25回戦（横浜スタジアム）、6回7被安打3失点
- 初勝利・初先発勝利：2002年10月9日、対広島東洋カープ27回戦（横浜スタジアム）、6回1/3を4被安打2失点

NPB打撃記録
- 初安打：2005年8月31日、対広島東洋カープ15回戦（横浜スタジアム）、3回裏に広池浩司から一塁内野安打

### 独立リーグでの投手成績
| 年 度     | 球 団     | 登 板 | 勝 利 | 敗 戦 | セ 丨 ブ | 完 投 | 勝 率 | 投 球 回 | 打 者 | 被 安 打 | 被 本 塁 打 | 奪 三 振 | 与 四 球 | 与 死 球 | 失 点 | 自 責 点 | 暴 投 | ボ 丨 ク | 失 策 | 防 御 率 | W H I P |
| --------- | --------- | ----- | ----- | ----- | -------- | ----- | ----- | -------- | ----- | -------- | ----------- | -------- | -------- | -------- | ----- | -------- | ----- | -------- | ----- | -------- | ------- |
| 2013      | 富山      | 41    | 4     | 0     | 0        | 0     | 1.000 | 58.1     | 237   | 56       | 3           | 48       | 12       | 0        | 18    | 14       | 1     | 0        | 0     | 2.16     | 1.17    |
| 2014      | 富山      | 21    | 6     | 3     | 0        | 1     | .667  | 97.2     | 421   | 104      | 9           | 47       | 33       | 7        | 47    | 45       | 2     | 0        | 1     | 4.15     | 1.41    |
| 2015      | 富山      | 20    | 4     | 4     | 0        | 2     | .500  | 95.2     | 433   | 107      | 6           | 52       | 38       | 7        | 54    | 53       | 1     | 0        | 1     | 4.05     | 1.52    |
| 2016      | 富山      | 15    | 0     | 2     | 0        | 0     | ----  | 35.0     | 166   | 53       | 2           | 8        | 10       | 3        | 28    | 22       | 2     | 0        | 1     | 5.66     | 1.80    |
| 通算：4年 | 通算：4年 | 97    | 14    | 9     | 0        | 3     | .609  | 286.2    | 1257  | 320      | 20          | 155      | 93       | 17       | 147   | 134      | 6     | 0        | 3     | 4.21     | 1.44    |

### 背番号
- 28 （2002年 - 2011年）
- 11 （2013年 - 2016年）
- 72 （2017年）